# 遠藤俊介
遠藤 俊介（えんどう しゅんすけ、1977年10月9日 - 2007年7月14日）は、日本の写真家。カンボジアを専門とする。
神奈川県横須賀市に生まれ、東京工芸大学芸術学部写真学科を卒業。映画地雷を踏んだらサヨウナラによってカンボジアへの興味を持つ。1999年7月から、精力的にカンボジアを訪問し、写真撮影を続ける。2006年9月、急性骨髄性白血病に冒されていることが判明。2007年7月14日、闘病生活の末夭折。7月20日にカンボジア子供たちの写真を集めた、初の写真集『カンボジアの子どもたち』が出版された。7月25日付の朝日新聞『天声人語』において、遠藤俊介とその作品が取り上げられた。
「旅ネタ・ドット・コム」東南アジア板では、「SHUN」のハンドルで書き込みをしていた。

## 作品
- 『カンボジアの子どもたち 遠藤俊介写真集』（連合出版） ISBN 978-4897722214